# Марково-Курсаково
Марково-Курсаково — деревня в составе сельского поселения Ядроминское Истринского района Московской области. Население — 16 чел. (2010), зарегистрировано 3 садовых товарищества.
Марково-Курсаково расположено в 14 км к севере-западу от райцентра Истра, на правом берегу реки Маглуши, высота над уровнем моря 191 м.

## История
В XVI—XVIII веках часть будущего Маркова-Курсакова — Марково входило в состав Сурожского стана Московского уезда (Курсаково в волости Воиничи Рузского уезда), в 1782—1796 годах — в Воскресенский уезд и затем в Новопетровскую волость Рузского уезда Московской губернии. При советской власти, с 1922 года деревня в составе нового Воскресенского уезда, с 3 июня 1929 года в составе Воскресенского района Московской области.

## Население
| 2002 | 2006 | 2010 |
| ---- | ---- | ---- |
| 2    | ↗7   | ↗16  |